# Бомбикол
Бомбикол — феромон (половой аттрактант) тутового шелкопряда Bombyx mori и павлиноглазок Antheraea polyphemus. Выделяется самками насекомых и привлекает самцов в чрезвычайно низких концентрациях.
Бомбикол был идентифицирован как феромон Адольфом Бутенандтом в 1959 г., а его структура установлена в 1961 г. Бомбикол стал первым идентифицированным феромоном.
Чувствительность самцов тутового шелкопряда к бомбиколу чрезвычайно высока: поведенческая реакция на этот аттрактант наблюдается уже при концентрации бомбикола в 3 000 молекул на 1 мл воздуха (при скорости воздушного потока 57 см/сек). Рецепторами бомбикола являются обонятельные нейроны, локализованные на парных усиках самцов шелкопряда, по ~ 17 000 нейронов на антенну.

## Механизм восприятия
Бомбикол проникает в лимфу через поры в кутикуле сенсилл антенн самцов, где образует комплекс со специфичным бомбикол-связывающим белком — BmorPBP (сокр. англ. Bombix mori Pheromone-Binging Proteine), в этом комплексе бомбикол защищен от действия разрушающих его ферментов. Комплекс диффундирует к дендритной мембране обонятельного нейрона, где связывается с отрицательно заряженными участками мембраны. Такое связывание приводит к конформационным изменениям белковой части: C-конец субъединицы BmorPBPA приобретает конформацию α-спирали, которая занимает полость бомбикол-связывающего сайта субъединицы BmorPBPB, вытесняя туда бомбикол, который связывается с ольфакторным рецептором мембраны обонятельного нейрона BmOR-1 (англ. Bombicol Olfactory Receptor), взаимодействующим, в свою очередь, с сигнальным G-белком, вызывающим генерацию нервного импульса.